# Parisades III
Parisades III (grec antic: Παιρισάδης, 'Parisades') va ser rei del Bòsfor Cimmeri.
Va regnar a la segona meitat del segle ii aC, entre els anys 180 aC i 170 aC. No es coneix el seu origen, i es creu que podria ser un fill d'Espàrtoc V i (mig)germà i marit de la reina Camasarie Filotecnos, o potser un fill de Leucó Higainó, casat amb Camasarie Filotecnos.

Va regnar conjuntament amb la seva esposa que potser era la seva mitja germana i la seva dona, com era costum entre els reis hel·lenístics d'aquella època i en particular dels làgides d'Egipte amb els que el regne del Bòsfor mantenia vincles diplomàtics i econòmics i compartia el quasi monopoli del subministrament de blat.
L'any 177 aC/176 aC, tal com havia fet la seva dona l'any anterior, va dedicar al temple d'Apol·lo Didimaios prop de Milet un objecte daurat que pesava 200 χρυσόι (monedes d'or).
Es pensa que Parisades III va ser el pare de Parisades IV Filomètor, que va regnar conjuntament amb la seva mare quan va morir cap a l'any 170 aC.